# Sân bay quốc tế Hoàng Hoa Trường Sa
Sân bay quốc tế Hoàng Hoa Trường Sa (IATA: CSX, ICAO: ZGHA) (tiếng Trung giản thể: 长沙 黄花 国际 机场, bính âm: Chángshā Huánghuā Guójì Jīchǎng) nằm ở thị trấn Hoàng Hoa của Trường Sa, cách trung tâm khoảng 20 km trung tâm Trường Sa, Hồ Nam, Trung Quốc. Sân bay này được quản lý bởi Cơ quan Sân bay Hồ Nam, một công ty thuộc sở hữu công khai quản lý tất cả năm sân bay ở tỉnh Hồ Nam. Sân bay Trường Sa Datuopu / AFB (IATA: CSX, ICAO: ZGCS) (còn được gọi là thành phố Trường Sa) là sân bay thứ hai, phục vụ Trường Sa và chủ yếu được sử dụng cho mục đích quân sự.

## Thông tin
Giao thông vận tải mặt đất
- Xe buyt sân bay: Wuyi Avenue Line (Trung tâm Trường Sa), và phía Nam nhà ga (xe buýt) Line, RMB ¥ 15.
- Taxi: giá tham chiếu đồng hồ đến trung tâm Trường Sa - RMB ¥ 90 (số lệ phí bao gồm).
- Xe buýt đến các thành phố lân cận: đến Thường Đức (RMB ¥ 80), Tương Đàm (RMB ¥ 40), Chu Châu (RMB ¥ 40), Nhạc Dương (RMB ¥ 70)

## Thống kê
Xây dựng cho sân bay này bắt đầu vào ngày 25 tháng 6 năm 1986, và chuyến bay đầu tiên khởi hành ngày 29 tháng 8 năm 1989. Nhà ga hiện nay, diện tích 33.000 mét vuông. Trong năm 2008, sân bay đã thông qua 8.460.000 hành khách, trở thành sân bay bận rộn thứ 14 tại Trung Quốc đại lục về lưu lượng hành khách. 5.110.000 hành khách đi chuyến bay của họ trong nửa đầu năm 2009. Tổng số hành khách đã tăng 29% so với năm ngoái.
Trong mùa hè 2009, Sân bay này đang trải qua sự tăng trưởng nhanh hơn: 1.020.000 và 1.120.000 hành khách sử dụng sân bay này trong tháng bảy và tháng tám tương ứng. Đặc biệt, trong tháng tám, số lượng hành khách tăng 60,5%. Và 10.552 chuyến bay được hoạt động, trong đó tăng 51,7%.
Tổng số hành khách của cả năm 2009 dự kiến đạt 11.000.000.
Các đường băng hiện tại đã được mở rộng từ 2.600 m đến 3.200 m trong tháng 4 năm 2009, cho phép tất cả các máy bay thương mại, ngoại trừ A380.
Một kế hoạch cho RMB ¥ 2,15 tỷ USD (~ USD $ 270,000,000) mở rộng đã được phê duyệt và công việc đã bắt đầu trong tháng 7 năm 2006 tới:
- Mở rộng các đường băng từ 2.600 m đến 3.200 m hiện hành (hoàn thành);
- Thêm đường lăn bổ sung và dốc;
- Đổi mới ga cũ;
- Xây dựng một nhà ga mới với tổng diện tích 163.000 mét vuông; và
- Mở rộng sân bay đậu xe không gian.

Tất cả các kế hoạch trên được lên kế hoạch để hoàn thành năm 2010.

## Các hãng hàng không và điểm đến

### Hành khách
| Hãng hàng không                        | Các điểm đến |
| -------------------------------------- | --- |
| Air China                              | Bắc Kinh-Thủ Đô, Thành Đô, Thiên Tân |
| Air China vận hành bởi Dalian Airlines | Đại Liên, Nam Kinh |
| AirAsia                                | Kuala Lumpur–International |
| Asiana Airlines                        | Seoul-Incheon |
| Beijing Capital Airlines               | Hàng Châu, Hải Khẩu, Tam Á |
| Chengdu Airlines                       | Thành Đô, Hàng Châu, Nam Kinh, Ninh Ba, Tam Á |
| China Eastern Airlines                 | Dali, Dalian, Phúc Châu, Quý Dương, Côn Minh, Lanzhou, Lhasa, Lijiang, Nagoya-Centrair, Nam Kinh, Nam Ninh, Ninh Ba, Seoul Incheon, Thượng Hải-Hồng Kiều, Thượng Hải-Phố Đông, Shantou, Wuxi, Tây An, Yancheng, Yinchuan |
| China Southern Airlines                | Bangkok-Suvarnabhumi, Baotou, Beihai, Bắc Kinh-Thủ Đô, Changchun, Kuala Lumpur–International, Changzhou, Thành Đô, Chiang Mai (begins ngày 21 tháng 6 năm 2016), Chongqing, Đại Liên, Frankfurt, Guangzhou, Quý Dương, Hải Khẩu, Hàng Châu, Harbin, Hefei, Jinan, Côn Minh, Lanzhou, Nam Kinh, Nam Ninh, Ninh Ba, Phuket, Qingdao, Tam Á, Thượng Hải-Hồng Kiều, Shantou, Shenyang, Thâm Quyến, Shijiazhuang, Seoul-Incheon, Taipei-Taoyuan, Taiyuan, Thiên Tân, Tokyo-Narita, Turpan, Urumqi, Ôn Châu, Tây An, Xining, Yangzhou, Yantai, Yinchuan, Yulin, Yuncheng, Zhuhai |
| China United Airlines                  | Beijing-Nanyuan, Foshan, Ordos |
| Dragonair                              | Hong Kong |
| Fuzhou Airlines                        | Phúc Châu, Quý Dương |
| GX Airlines                            | Jining, Linyi, Nam Ninh |
| Hainan Airlines                        | Bắc Kinh-Thủ Đô, Changchun, Chongqing, Phúc Châu, Haikou, Hàng Châu, Hohhot, Jinan, Los Angeles, Ninh Ba, Tam Á, Taiyuan, Urumqi, Tây An, Xuzhou |
| Jetstar Pacific Airlines               | Hải Phòng, Thuê chuyến: Nha Trang |
| Juneyao Airlines                       | Quý Dương, Lijiang, Thượng Hải-Hồng Kiều, Thượng Hải-Phố Đông, Ôn Châu |
| Kunming Airlines                       | Côn Minh, Taizhou |
| Korean Air                             | Seoul-Incheon |
| New Gen Airways                        | Bangkok - Donmuang |
| Lao Airlines                           | Vientiane |
| Mandarin Airlines                      | Taipei-Taoyuan |
| Okay Airways                           | Thành Đô, Chongqing, Dalian, Quý Dương, Hàng Châu, Harbin, Côn Minh, Lanzhou, Libo, Liping, Nam Kinh, Qingdao, Tam Á, Shenyang, Thiên Tân, Tongren, Urumqi, Xiamen, Tây An, Xining, Yongzhou, Zhangjiajie, Zhanjiang Theo mùa: Jeju |
| Qingdao Airlines                       | Qingdao, Vân Đồn |
| Shandong Airlines                      | Haikou, Jinan, Qingdao, Xiamen |
| Shanghai Airlines                      | Thượng Hải-Hồng Kiều, Thượng Hải-Phố Đông |
| Shenzhen Airlines                      | Quý Dương, Harbin, Lanzhou, Nam Kinh, Nam Ninh, Nantong, Qingdao, Quanzhou, Shenyang, Thâm Quyến, Wuxi, Yantai |
| Sichuan Airlines                       | Thành Đô, Chongqing, Phúc Châu, Harbin, Côn Minh, Tam Á, Shenyang, Ôn Châu, Xiamen |
| Silkair                                | Singapore |
| Spring Airlines                        | Thượng Hải-Hồng Kiều, Thượng Hải-Phố Đông, Xishuangbanna |
| Thai AirAsia                           | Bangkok-Don Mueang, Chiang Mai |
| Thai Lion Air                          | Theo mùa thuê chuyến: Surat Thani |
| Thai Airways vận hành bởi Thai Smile   | Bangkok-Suvarnabhumi |
| Tianjin Airlines                       | Hohhot, Linyi, Lüliang Nam Ninh, Shantou, Thiên Tân, Tây An, Zunyi |
| TransAsia Airways                      | Kaohsiung, Taipei-Taoyuan |
| Uni Air                                | Taichung |
| West Air                               | Chongqing, Ninh Ba, Xiamen |
| Xiamen Airlines                        | Bắc Kinh-Thủ Đô, Thành Đô, Chongqing, Dalian, Phúc Châu, Haikou, Hailar, Hàng Châu, Hohhot, Lanzhou, Luzhou, Mianyang, Nam Kinh, Quanzhou, Shenyang, Taipei-Taoyuan, Taiyuan, Thiên Tân, Urumqi, Tây An, Hạ Môn |